# Берлін Атлетик
«Берлін Атлетик» (нім. «Berliner AK 07») — німецький футбольний клуб з Берліна. Заснований 15 грудня 1907 року.

## Історія
Клуб заснований в першу чергу як легкоатлетичний. Наприклад, знаменитий Берлінський марафон спочатку проводився саме цим об'єднанням. Футбольна команда з'явилась у 1908 році і виступала в нижчих міських лігах, ніколи не маючи професійного статусу. У 1999 році «Атлетик» вийшов в Оберлігу, вперше у своїй історії.
У 2004 році в клубі відбулася зміна керівництва — відбулося об'єднання з двома етнічними турецькими командами з Берліна — «BFC Güneyspor» і «Fenerbahce Berlin». У 2006 році клуб підписав договір про співпрацю з турецьким клубом «Анкараспор» і змінив ім'я на «Анкараспор Берлін». Також змінилися клубні кольори — з червоно-білих на біло-сині, кольору головного клубу. У 2010 році команда вперше в історії виграла кубок Берліна й отримала право виступити в кубку Німеччини 2010/11. У першому раунді вдома «Анкараспор Берлін» прийняв клуб Першої Бундесліги — «Майнц 05» і поступився 1:2.
Проте в сезоні 2010/11 знову змінилося керівництво, яке повернуло клубу традиційну назву та кольори. Це принесло «Атлетику» удачу і команда вперше у своїй історії вийшла в Регіоналлігу.